# Mojaveöknen
Mojaveöknen (engelska: Mojave Desert) är ett ökenområde som innefattar en stor del av södra Kalifornien, samt delar av Utah, Arizona och södra Nevada. Den är en av USA:s största öknar.

## Läge och omfattning
Mojaveöknen, som mestadels ligger högre än 900 meter över havet, kallas också "the High Desert" ("den högt liggande öknen"), i motsats till den lägre Sonoraöknen, "the Low Desert" ("den lågt liggande öknen"). Dock räknas Death Valley, 86 meter under havsytan, ofta som del av Mojaveöknen.
Öknens yta noteras omväxlande som 35 000, 65 000 och 125 000 kvadratkilometer. Variationen beror bland annat på att gränsen mellan Mojaveöknen och Great Basin är otydlig och att öknen i Arizona och mot Mexiko övergår i andra bergs- eller ökenområden (enligt vissa inklusive Sonoraöknen och Chihuahuaöknen). Tillsammans med Great Basin definieras området ibland som Nordamerikanska öknen (North American Desert).

## Urbanisering
Ursprungligen har Mojaveöknen varit mycket glest befolkad, men i modern tid har området urbaniserats allt mer. Las Vegas i Nevada är den största staden i Mojave, med cirka 1,9 miljoner invånare i storstadsområdet år 2006. Palmdale är den största kaliforniska staden i öknen, och över 850 000 personer bor i den del av Mojaveöknen som ligger inom Los Angeles storstadsområde.